# Break Point!
『Break Point!』（ブレイクポイント）は、2007年4月から2009年3月まで放送された岩手めんこいテレビ制作の音楽番組。2007年3月まで放送された『music>holic』（旧『MUSIC JAPAN』）をリニューアルし開始された。
ナビゲーターは前番組のDJナイクから田邉香菜子となり、番組スポンサーは music.jp から dwango となった。番組放送開始から2008年3月までタワーレコード、2008年4月からはビルボードジャパンのデータを基にしたランキングで放送された。また、スポンサーの dwango が運営するニコニコ生放送でも本番組と同名の音楽番組が放送されたが、本番組との関連は薄い。

## コーナー
- Billboard Japan ランキング - 2008年4月から開始されたランキング。ラジオ番組でのオンエア数とシングルCDの売り上げ枚数を基に決定される。また、番組開始から2008年3月までの放送はタワーレコードのJ-POPシングルランキングを基に集計が行われた。

年間ランキング
| 年     | ジャンル                                                              | 曲名                | 歌手名                         |
| 2007年 | シングル（タワーレコード） 着うた（dwango）                           | Flavor Of Life 愛唄 | 宇多田ヒカル GReeeeN           |
| 2008年 | シングル（ビルボードジャパン） 着うた（dwango）・着うたフル（dwango） | キセキ そばにいるね | GReeeeN 青山テルマ feat.SoulJa |

- そばにいるね/青山テルマ feat.SoulJaは、2008年の着うた、着うたフルの2部門で年間1位。
- What's NEW
- RECOMMEND MUSIC CLIPS
- PICK UP ARTIST
- ビルボードインフォメーション - 洋楽を紹介。
- INDIES NOW! - 日本のインディーズアーティストを紹介。

## テーマ曲
（OP=オープニングテーマ、ED=エンディングテーマ）
| 年月       | 順序  | 曲名                           | 歌手名                          |
| 2008年1月  | OP ED | Kissing Me モノローグ          | JYONGRI TRIPLANE                |
| 2008年2月  | OP ED | 夜の果て 星つむぎの歌          | NICO Touches the Walls 平原綾香 |
| 2008年3月  | OP ED | 激情 Love Paradox              | miray×HOTTIE CAT リア・ディゾン |
| 2008年4月  | OP ED | Live Your Days アミリオン      | TRF たむらぱん                  |
| 2008年5月  | OP ED | BEYOND〜カラダノカナタ BUTTER  | AAA DADAS                       |
| 2008年6月  | OP ED | 優しい響き もう一度… feat.BENI | フィルハーモユニーク 童子-T     |
| 2008年7月  | OP ED | 乾杯 DANCE BABY DANCE          | スコット・マーフィー 福耳       |
| 2008年8月  | OP ED | ゴール KissHug                 | 岡野宏典 aiko                   |
| 2008年9月  | OP ED | 偶然の確率 LOONY'S ANTHEM      | GIRL NEXT DOOR TRICERATOPS      |
| 2008年10月 | OP ED | 夏のかけら DOLL                | Aqua Timez SCANDAL              |

## ネット局
○は、フジテレビ系列局が所在しない放送エリアおいての系列外局での放送。

●は、フジテレビ系列局が所在する放送エリアでの系列外局での放送。
| 地区       | 放送局名                      | 放送開始日時                                                     |
| ---------- | ----------------------------- | ---------------------------------------------------------------- |
| 北海道     | 北海道文化放送                | 木曜25時40分                                                     |
| 東北地方   | ○青森放送                     | 火曜25時26分                                                     |
| 東北地方   | 岩手めんこいテレビ （制作局） | 火曜25時08分 （再放送：水曜25時38分／土曜25時35分／月曜4時45分） |
| 東北地方   | 秋田テレビ                    | 水曜25時05分                                                     |
| 東北地方   | 仙台放送                      | 金曜26時25分                                                     |
| 東北地方   | さくらんぼテレビ              | 水曜25時05分                                                     |
| 東北地方   | 福島テレビ                    | 木曜25時30分                                                     |
| 甲信越地方 | 新潟総合テレビ                | 水曜25時55分                                                     |
| 甲信越地方 | 長野放送                      | 水曜25時30分                                                     |
| 甲信越地方 | ○テレビ山梨                   | 水曜25時55分                                                     |
| 北陸地方   | ●北日本放送                   | 水曜25時25分                                                     |
| 北陸地方   | ●北陸朝日放送                 | 土曜26時00分                                                     |
| 北陸地方   | ●福井放送                     | 水曜25時29分                                                     |
| 関東地方   | ●TOKYO MX                     | 火曜27時00分                                                     |
| 関東地方   | ●tvk                          | 金曜25時45分                                                     |
| 関東地方   | ●チバテレビ                   | 土曜26時05分                                                     |
| 東海地方   | テレビ静岡                    | 水曜26時40分                                                     |
| 東海地方   | 東海テレビ                    | 金曜26時35分                                                     |
| 関西地方   | ●KBS京都                      | 水曜26時30分                                                     |
| 中国地方   | 山陰中央テレビ                | 火曜25時30分                                                     |
| 中国地方   | 岡山放送                      | 水曜26時10分                                                     |
| 中国地方   | テレビ新広島                  | 火曜26時05分                                                     |
| 中国地方   | ○山口朝日放送                 | 水曜26時16分                                                     |
| 四国地方   | ○四国放送                     | 木曜25時44分                                                     |
| 四国地方   | テレビ愛媛                    | 水曜25時35分                                                     |
| 四国地方   | 高知さんさんテレビ            | 水曜25時10分                                                     |
| 九州地方   | テレビ西日本                  | 火曜26時40分                                                     |
| 九州地方   | テレビ長崎                    | 金曜26時15分                                                     |
| 九州地方   | テレビ大分                    | 火曜26時24分                                                     |
| 九州地方   | テレビ熊本                    | 火曜25時05分                                                     |
| 九州地方   | ●鹿児島読売テレビ             | 水曜25時29分                                                     |
| 沖縄県     | 沖縄テレビ                    | 水曜25時40分                                                     |

※中京広域圏においては前番組『music>holic』までメ〜テレ(●)でネットが行われた。それ以外の放送局では全て『music>holic』から引き続き本番組の放送となった。